# Блёндаль, Сигфус
Сигфус Бенедикт Бьёрнссон Блёндаль (исл. Sigfús Benedikt Björnsson Blöndal; 2 ноября 1874, Хьяллаланд, Исландия — 19 марта 1950, Рунгстед, Дания) — исландский лингвист и библиотекарь, работавший в Королевской библиотеке в Копенгагене. Известен в первую очередь как составитель исландско-датского словаря, который создал совместно с женой, Бьёрг Тодлаукссон, и ещё рядом учёных. Словарь Блёндаля был опубликован в 1920—1924 годах и стал важнейшим источником знаний об исландском языке.

## Биография
Сигфус Блёндаль родился 2 ноября 1874 года на ферме (бывшем монастыре) Хьядлаланд в долине Ватнсдалюр в Хунаватнссисле на севере Исландии в семье крестьянина Бьёдна Блёндаля и его жены Гвюдрун. В 1898 году он окончил латинскую школу в Рейкьявике и поступил в Копенгагенский университет. В 1901—1939 годах работал библиотекарем в Королевской библиотеке в Копенгагене. В 1903 году Блёндаль женился на Бьёрг Тодлауксдоуттир. В том же году супруги начали работу над исландско-датским словарём, который увидел свет в 1920—1924 годах и стал одним из самых полных исландских словарей.
В 1931—1946 годах Блёндаль преподавал современный исландский язык в Копенгагенском университете. Он перевёл на исландский язык ряд древнегреческих поэм, некоторые произведения новогреческого поэта Аристотелиса Валаоритиса. Блёндаль исследовал тему варягов в Византии и незадолго до своей смерти завершил монографию на эту тему, изданную в 1954 году под названием Væringjasaga: Saga norrænna, rússneskra og enskra hersveita í þjónustu Miklagarðskeisara á miðöldum и получившую признание специалистов. Эту книгу 15 лет перерабатывал, дополнял и переводил на английский язык исландский библиотекарь Бенедикт Бенедикс, издав её в 1979 году под названием The Varangians of Byzantium.
Блёндаль умер 19 марта 1950 года в Рунгстеде, севернее Копенгагена в Дании. Его похоронили в Рейкьявике.